# Poznanovići
Poznanovići su naselje u općini Srebrenica, Republika Srpska, BiH.

## Stanovništvo
Nacionalni sastav stanovništva 1991. godine, bio je sljedeći:
ukupno: 450
- Bošnjaci - 447
- ostali, neopredijeljeni i nepoznato - 3